# Hideyuki Matsui
Hideyuki Matsui (en japonès: 松井英幸, Toyokawa, Aichi, 14 de febrer de 1964) va ser un ciclista japonès, que s'especialitzà en la pista. Va aconseguir tres medalles als Campionats del món de velocitat.